# Gerda Lerner

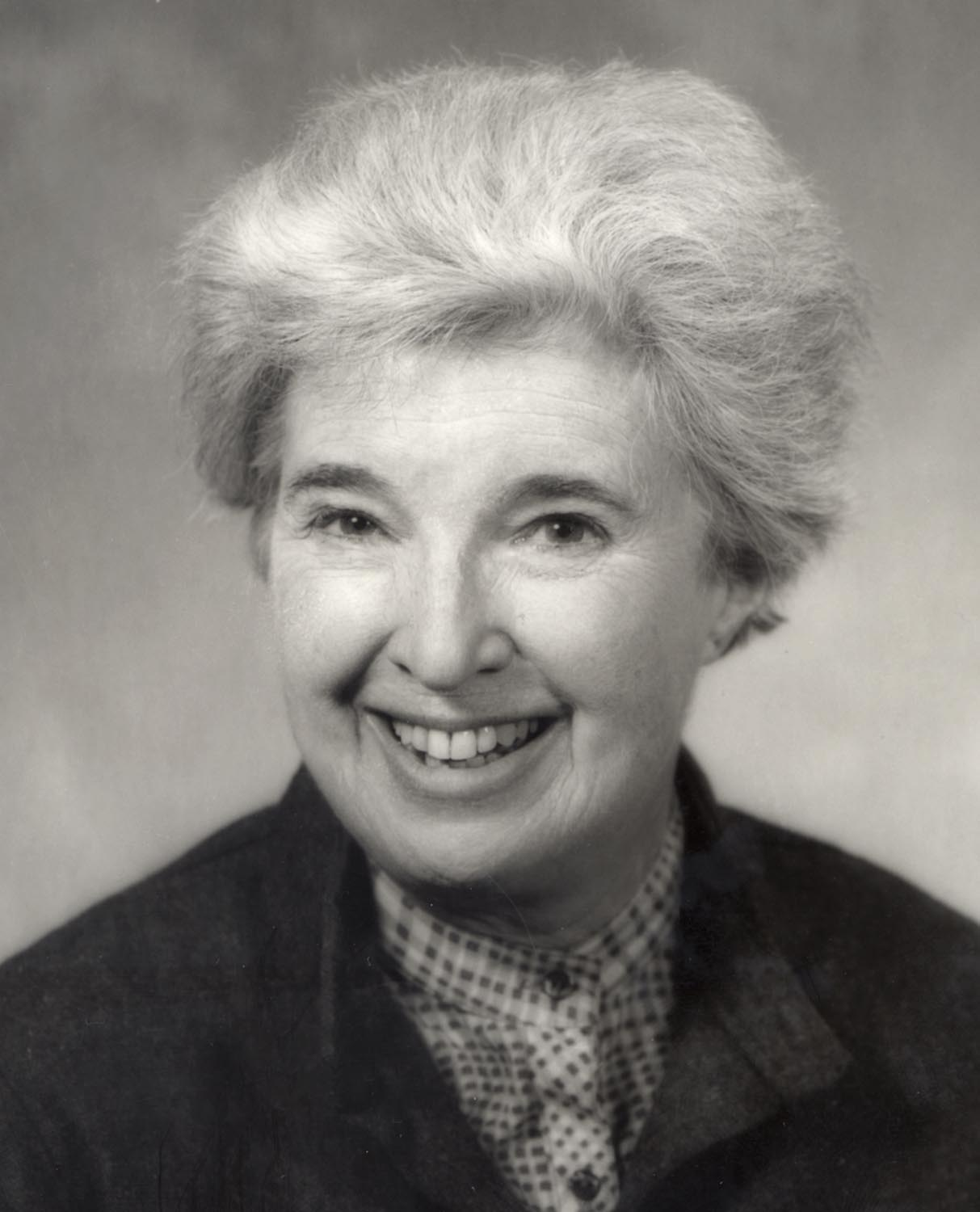
Gerda Lerner als Lehrende der University of Wisconsin 1984

Gerda Lerner (* 30. April 1920 als Gerda Hedwig Kronstein in Wien; † 2. Januar 2013 in Madison, Wisconsin) war eine österreichisch-US-amerikanische Historikerin. Sie gilt als Pionierin der Women’s History (Frauengeschichte).

## Leben und Wirken
Gerda Kronstein entstammte einer wohlhabenden jüdischen Familie. Ihre Mutter Ilona war Malerin und stammte aus Ungarn. Ihr Vater Robert war Apotheker. Ihre Schwester Nora (1925–2013) wurde ebenfalls Malerin und war außerdem eine Textildesignerin. Nach dem Anschluss Österreichs konnte sie noch ihre Matura ablegen. Ihr Vater konnte sich nach Liechtenstein absetzen. Sie und ihre Mutter wurden verhaftet. Durch Intervention ihrer Lehrer kam sie überraschend aus der mehrere Wochen dauernden Haft frei. Sie flohen zum Vater nach Liechtenstein. Gerda Kronstein flüchtete ohne ihre Eltern in die Vereinigten Staaten.
In den Staaten musste sie zahlreiche geringfügig bezahlte Tätigkeiten, wie Kellnerin oder Dienstmädchen, annehmen. In einem 2000 mit Alice Schwarzer geführten Interview gab sie an, dass sie „jeden Drecksjob gemacht habe, den es für Frauen gab, jeden“. Gerda Kronstein absolvierte auch eine Ausbildung zur Röntgentechnikerin. Im Jahre 1939 heiratete sie. Die Ehe wurde aber schon 1940 geschieden. Ein Jahr später heiratete sie den Filmproduzenten Carl Lerner. Die amerikanische Staatsbürgerschaft erhielt sie 1943. Im Jahre 1945 wurde sie schwanger und hörte als Röntgenassistentin auf. Sie übernahm als Chefsekretärin einen Job bei einer Gewerkschaft. Aus der Ehe mit Carl Lerner gingen 1946 und 1947 zwei Kinder hervor. Lerner wurde 1946 Mitglied der Communist Party und des Congress of American Women. Mitte August 1949 zog das Ehepaar wegen der Kommunistenverfolgungen von Los Angeles nach New York. Lerner begann ihr Geschichtsstudium mit 38 Jahren in Abendkursen an der New School for Social Research. Das Studium setzte sie von 1963 bis 1966 an der Columbia University fort. Im Jahre 1963 folgte der Bachelor in Geschichte und 1965 der Master. Mit 46 Jahren wurde sie 1966 an der Columbia University promoviert. Sie war die Erste, die über ein frauengeschichtliches Thema promovierte. Ihre Dissertation beschäftigte sich mit den Schwestern Grimké (Angelina Emily Grimké und Sarah Moore Grimké), die in South Carolina gegen die Sklaverei gekämpft hatten und zugleich für die Rechte von Frauen und Schwarzen in den USA im 19. Jahrhundert eintraten. Die Darstellung gilt heutzutage als Klassiker. Lerner wurde 1966 Gründungsmitglied der National Organization for Women (NOW), der heutzutage größten feministischen Organisation in den USA. 1968 wurde sie Professorin am Department of History des Sarah Lawrence College. Dort etablierte sie gemeinsam mit Joan Kelly das landesweit erste Masterprogramm in Frauengeschichte, das 1972 eingeführt wurde. Seit 1980 hatte sie die Robinson-Edwards-Professur an der University of Wisconsin inne. Dort richtete sie 1990 den landesweiten ersten Promotionsstudiengang für Frauengeschichte ein. Sie unternahm zahlreiche Bemühungen, das Fach an den Universitäten und in der Öffentlichkeit zu etablieren. Durch ihre Initiative wurde 1980 eine nationale „Women’s History Week“ begründet. Diese wurde 1987 zu einem „Women’s History Month“ erweitert. Lerner war von 1980 bis 1981 nach der Frühneuzeitlerin Louise P. Kellog die zweite Frau als Präsidentin der Organisation of American Historians. Sie hatte wesentlichen Anteil daran, dass in den USA Professuren mehr mit Frauen besetzt wurden. Im Jahr 1991 wurde sie emeritiert. Nach ihrer Emeritierung hielt sie Vorlesungen an der Duke University.
Ihre Forschungsschwerpunkte waren US-historische Themen und die Frauengeschichte. Dabei standen vor allem die Unterschiede zwischen Afro- und Euro-Amerikanern im Blickpunkt. Im Jahr 1972 veröffentlichte sie mit Black Women in White America („Schwarze Frauen im weißen Amerika“) eine umfassende und bis heute unersetzbare Quellensammlung. Mit The Female Experience folgte 1977 eine weitere Quellensammlung. Ihre beiden Quellensammlungen widerlegten die Behauptung über die fehlenden Quellen zur Frauengeschichte. 1986 folgte eine Abhandlung über Die Entstehung des Patriarchats („The Creation of Patriarchy“). In ihrer 1993 veröffentlichten Darstellung Die Entstehung des feministischen Bewusstseins („The creation of feminist consciousness“) spannt sie den zeitlichen Rahmen vom Mittelalter bis zur ersten Frauenbewegung und ging der Frage nach, warum die Unterordnung der Frau so lange dauern konnte und warum sich ein feministisches Bewusstsein so langsam entwickelt hat. Sie vertrat darin die These, dass der Ausschluss der Frauen von Bildungseinrichtungen eine der wesentlichen Grundlagen des Patriarchats war. In der patriarchalen Gesellschaft habe die Frau die Aufgabe, Ehemann und Familie zu unterstützen, statt ihre eigenen intellektuellen Fähigkeiten zu entfalten. Der Lerner-Scott Prize ist nach ihr und Anne Firor Scott benannt. Seit 1992 wird damit jährlich die beste Doktorarbeit für Frauengeschichte in den USA ausgezeichnet. Die deutsche Übersetzung ihrer 2003 erschienenen Autobiografie Feuerkraut („Fireweed“) wurde 2009 veröffentlicht.
Lerner erhielt zahlreiche Preise und Auszeichnungen. Sie erhielt 1979 den Berkshire Conference of Women Historians Special Book Award für ihr Buch The Majority finds its past. Im Jahr 1986 bekam sie den Joan Kelly-Preis der American Historical Association für ihr Buch The Creation of Patriarchy. Den Käthe-Leichter-Preis bekam sie 1995 und ein Jahr später das Österreichische Ehrenzeichen für Wissenschaft und Kunst. Im Jahre 1998 wurde sie in die American Academy of Arts and Sciences gewählt. Als erste Frau wurde sie 2002 mit dem Bruce-Catton-Preis ausgezeichnet. Im selben Jahr erhielt sie den Roy-Rosenzweig-Award der American Historical Association. Ihr wurden insgesamt 18 Ehrendoktorwürden verliehen, unter anderem von der Universität Wien und der Hebräischen Universität Jerusalem. Für ihr literarisches und publizistisches Gesamtwerk wurde sie 2006 mit dem Bruno-Kreisky-Preis für das politische Buch geehrt. Ihr Leben wurde in einer Dokumentation verfilmt. Im Jahr 2012 erhielt sie den Frauen-Lebenswerk-Preis von der Bundesministerin für Frauen und Öffentlichen Dienst. Ihr Leben wurde 2016 im Dokumentarfilm Why Women Need to Climb Mountains: A journey Through the Life and Work of Dr. Gerda Lerner (Regie Renata Keller) dargestellt. Im Juni 2022 wurde an der Universität Wien der Hörsaal 41 in „Gerda-Lerner-Hörsaal“ umbenannt.

## Schriften
Mit Ausnahme von The Grimké sisters from South Carolina. Rebels against slavery und Herausgeberschaften sind alle Titel ins Deutsche übersetzt.
Monografien
- Fireweed. A Political Autobiography. Temple University Press, Philadelphia PA 2002, ISBN 1-56639-889-4 (In deutscher Sprache: Feuerkraut. Eine politische Autobiographie. Übersetzung aus dem Amerikanischen von Andrea Holzmann-Jenkins und Gerda Lerner. Czernin, Wien 2009, ISBN 978-3-7076-0290-6).
- Why History Matters. Life and Thought. Oxford University Press, New York NY u. a. 1997, ISBN 0-19-504644-7 (In deutscher Sprache: Zukunft braucht Vergangenheit. Warum Geschichte uns angeht. Aus dem Amerikanischen von Walmot Möller-Falkenberg. Helmer, Königstein/Taunus 2002, ISBN 3-89741-096-6).
- The Creation of Feminist Consciousness. From the Middle Ages to Eighteen-Seventy (= Women and History. Bd. 2). Oxford University Press, New York NY u. a. 1993, ISBN 0-19-506604-9 (In deutscher Sprache: Die Entstehung des feministischen Bewußtseins. Vom Mittelalter bis zur ersten Frauenbewegung (= Frauen und Geschichte. Bd. 2). Aus dem Englischen von Walmot Möller-Falkenberg. Campus-Verlag, Frankfurt am Main u. a. 1993, ISBN 3-593-34916-7).
- The Creation of Patriarchy (= Women and History. Bd. 1). Oxford University Press, New York NY u. a. 1986, ISBN 0-19-503996-3 (In deutscher Sprache: Die Entstehung des Patriarchats (= Frauen und Geschichte. Bd. 1). Aus dem Englischen von Walmot Möller-Falkenberg. Campus-Verlag, Frankfurt am Main u. a. 1991, ISBN 3-593-34529-3 (Neuauflage 2022 im Manifest Verlag, Berlin, ISBN 978-3-96156-124-7).
- Teaching Women's History. American Historical Association, Washington DC 1981, ISBN 0-87229-023-9.
- The Majority finds its past. Placing Women in History. Oxford University Press, New York NY 1979, ISBN 0-19-502597-0 (Auch: The University of North Carolina Press, Chapel Hill NC 2005, ISBN 0-8078-5606-1; in deutscher Sprache: Frauen finden ihre Vergangenheit. Grundlagen der Frauengeschichte. Aus dem Englischen von Walmot Möller-Falkenberg. Campus-Verlag, Frankfurt am Main u. a. 1995, ISBN 3-593-35242-7).
- A Death of One's Own. Simon and Schuster, New York NY 1978, ISBN 0-671-24008-0 (In deutscher Sprache: Ein eigener Tod. Der Schlüssel zum Leben. Aus dem Amerikanischen von Ute Seeßlen. Böhme und Erb, Düsseldorf 1979, ISBN 3-88458-005-1).
- The Grimké Sisters from South Carolina. Rebels against Slavery. Illustrated with photos. Houghton Mifflin, Boston 1967 (Revised and expanded edition. The University of North Carolina Press, Chapel Hill NC 2004, ISBN 0-8078-5566-9).

Herausgeberschaften
- The Feminist Thought of Sarah Grimke. Oxford university Press, New York NY u. a. 1998, ISBN 0-19-510604-0.
- The Female Experience. An American Documentary. Bobbs-Merrill Educational Publishing, Indianapolis IN 1977, ISBN 0-672-61248-8.
- Black women in white America. A documentary history. Pantheon Books, New York NY 1972, ISBN 0-394-47540-2.

## Film
- Warum Frauen Berge besteigen sollten. Eine Reise durch das Leben und Werk von Dr. Gerda Lerner. Dokumentation, 90 Minuten, Farbe, deutsch, 2016, Regie: Renata Keller, Absolut Medien